# Operació Guspira
L'Operació Guspira (Rus:Операция Искра, operatsia iskra) va ser una operació militar realitzada per l'Exèrcit Roig entre el 12 de gener i el 18 de gener de 1943 per intentar crear una connexió terrestre per trencar el setge de Leningrad portat a terme per la Wehrmacht. La planificació de l'operació va començar poc després del fracàs de l'ofensiva Siniavino. La derrota alemanya a la batalla de Stalingrad a finals de 1942 havia debilitat el front alemany. Al gener de 1943, les forces soviètiques estaven planejant o realitzant operacions ofensives a tot el front alemany-soviètic, especialment al sud de Rússia; Iskra va formar la part nord de la contraofensiva d'hivern soviètica més àmplia de 1942-1943.
La ciutat de Leningrad encara va estar subjecta a un setge parcial, especialment mitjançant bombardeigs aeris i d'artilleria, fins que una ofensiva soviètica final trencà finalment les línies alemanyes, aixecant el setge al gener de 1944.
L'operació va ser dirigida pel Front de Leningrad de l'Exèrcit Roig, el Front de Volkhov i la Flota del Bàltic del 12 al 30 de gener de 1943 amb l'objectiu de crear una connexió terrestre amb Leningrad. Les forces soviètiques es van unir el 18 de gener i el 22 de gener, la línia del front s'havia estabilitzat. L'operació va obrir amb èxit un corredor terrestre de 8 a 10 km (5,0 a 6,2 milles) d'ample fins a la ciutat. Es va construir ràpidament un ferrocarril a través del corredor i va permetre que arribessin a la ciutat més subministraments que el Camí de la vida, a través de la superfície gelada del llac Ladoga, la qual cosa va reduir significativament les possibilitats de captura de la ciutat i de qualsevol enllaç alemany-finlandès.
L'èxit va portar a l'operació Poliarnaya Zvezda menys de dues setmanes després, que tenia com a objectiu derrotar decisivament el Grup d'Exèrcits Nord i aixecar el setge del tot. Polyarnaya Zvezda va fracassar aconseguint només un progrés mínim. Les forces soviètiques van fer diversos altres intents el 1943 per renovar la seva ofensiva i aixecar el setge completament, però només van aconseguir guanys modestos en cadascun. El corredor va romandre dins de l'abast de l'artilleria alemanya, i l'Exèrcit Roig finalment no va aixecar el setge fins un any més tard, el 27 de gener de 1944.

## Fons
El setge de Leningrad va començar a principis de tardor de 1941. El 8 de setembre de 1941, les forces alemanyes i finlandeses havien envoltat la ciutat, tallant totes les rutes de subministrament cap a Leningrad i els seus suburbis. Tanmateix, l'impuls original a la ciutat va fracassar i la ciutat va ser sotmesa a un setge. Durant l'any 1942 es van fer diversos intents de trencar el bloqueig però tots van fracassar. L'últim intent d'aquest tipus va ser l'ofensiva de Siniavino. Després de la derrota de l'ofensiva de Siniavino, la línia del front va tornar al que era abans de l'ofensiva i una altra vegada 16 km (9,9 milles) van separar el front de Leningrad de Leonid Góvorov a la ciutat del front de Volkhov de Kiril Meretskov.
Malgrat els fracassos de les operacions anteriors, aixecar el setge de Leningrad era una prioritat molt alta, de manera que els nous preparatius ofensius van començar el novembre de 1942. Al desembre, l'operació va ser aprovada per la Stavka i va rebre el nom en clau "Iskra" (Espurna). L'operació havia de començar el gener de 1943.
Al gener de 1943, les condicions estaven millorant per als soviètics. La derrota alemanya a la batalla de Stalingrad havia debilitat el front alemany. Les forces soviètiques estaven planificant o realitzant operacions ofensives a tot el front, especialment al sud-oest de Rússia. Enmig d'aquestes condicions, l'operació Iskra s'havia de convertir en la primera de diverses operacions ofensives destinades a infligir una derrota decisiva al Grup d'Exèrcits Nord alemany.

### Preparacions alemanyes
Els alemanys eren molt conscients que trencar el bloqueig era molt important per al bàndol soviètic. No obstant això, a causa del revés a Stalingrad i l'ofensiva soviètica a Velikiïe Luki al sud de Leningrad, el Grup d'Exèrcits Nord va rebre l'ordre de posar-se a la defensiva i va ser desposseït de moltes tropes. L'11è Exèrcit, que havia de liderar l'assalt a Leningrad el setembre de 1942, i que havia frustrat l'última ofensiva soviètica, va ser traslladat al Grup d'Exèrcits Centre a l'octubre. També es van reassignar nou divisions més a altres sectors.
A l'inici de l'ofensiva soviètica, el 18è Exèrcit alemany, liderat per Georg Lindemann, constava de 26 divisions repartides per un front de 450 km (280 milles) d'ample. L'exèrcit estava estirat molt prim i com a resultat no tenia reserves a nivell de divisió. En canvi, cada divisió tenia una reserva tàctica d'un o dos batallons, i les reserves de l'exèrcit constaven de parts de la 96a Divisió d'Infanteria i la 5a Divisió de Muntanya. La Luftflotte 1 va proporcionar el suport aeri per a l'exèrcit.
Cinc divisions i part d'una altra vigilaven l'estret corredor que separava els fronts soviètics de Leningrad i Volkhov. El corredor tenia només 16 km (9,9 milles) d'amplada i es deia "coll d'ampolla". Les divisions alemanyes estaven ben fortificades en aquesta zona, on la línia del front havia estat pràcticament sense canvis des del setembre de 1941, i amb l'esperança de repel·lir l'ofensiva soviètica.

### Preparatius soviètics

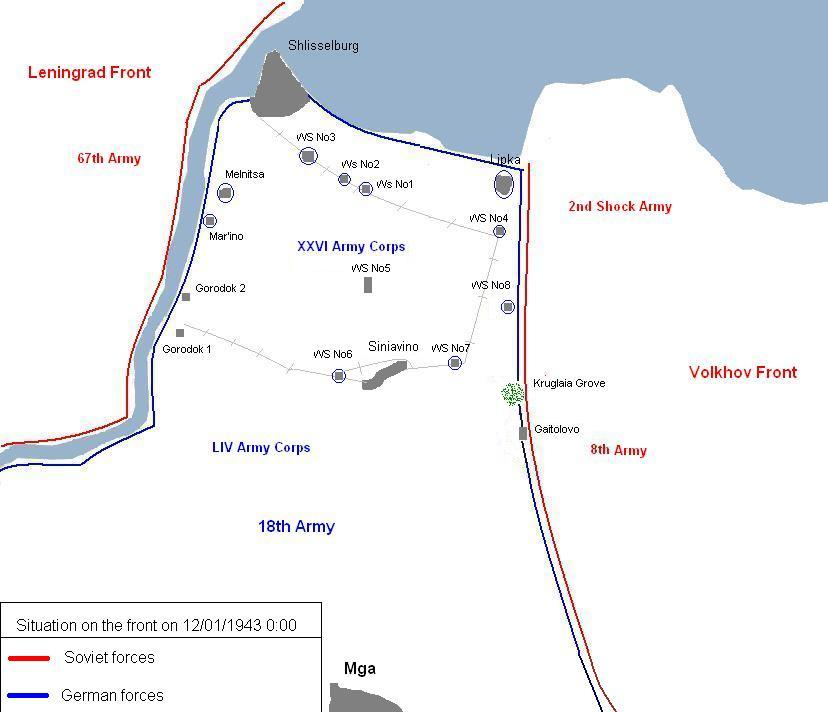
Situació al front l'11 de gener

El pla de l'operació Iskra es va aprovar al desembre.
| « | Amb els esforços combinats dels fronts de Volkhov i Leningrad, derrotar l'enemic a la zona de Lipka, Gaitolovo, Dubrovka, Ixlisselburg, i així penetrar el bloqueig de Leningrad. Acabar l'operació a finals de gener de 1943. | » |

Això va significar recuperar el "coll d'ampolla" i obrir un corredor de 10 km (6,2 milles) fins a Leningrad. Després d'això, els dos fronts havien de descansar durant 10 dies i reprendre l'ofensiva cap al sud en noves operacions.
La diferència més gran amb l'anterior ofensiva de Siniavino va ser la ubicació de l'atac principal. El setembre de 1942 les forces soviètiques estaven atacant al sud de la ciutat de Siniavino, la qual cosa els va permetre encerclar potencialment diverses divisions alemanyes, però també va deixar l'exèrcit obert als atacs de flanqueig des del nord, i va ser això el que finalment va provocar el fracàs de l'ofensiva. El gener de 1943, l'ofensiva es va dur a terme al nord de Siniavino, més a prop de la riba del llac Ladoga, que va eliminar l'amenaça d'atacs de flanqueig i va augmentar la probabilitat d'èxit, però va obligar els soviètics a abandonar la idea d'encerclar la majoria de les forces alemanyes al "coll d'ampolla".
L'ofensiva havia de ser dirigida pel 67è Exèrcit del Front de Leningrad i el 2n Exèrcit de Xoc del Front de Volkhov comandats pel major general Dukhanov i el tinent general l V.Z. Romanovski, respectivament. El  8è Exèrcit, comandat pel tinent general F.N. Starikov, havia de dur a terme una ofensiva limitada al flanc del 2n Exèrcit de Xoc i defensar-se en altres llocs. Els 13è i 14è Exèrcits Aeri van proporcionar suport aeri.
Els dos fronts van passar el desembre entrenant i preparant-se per a l'ofensiva, i van rebre importants reforços. Aquests incloïen no només la reposició i divisions i brigades de rifles addicionals, sinó també importants unitats d'artilleria i enginyeria addicionals, que eren vitals per trencar les fortes defenses alemanyes. Les unitats especialitzades d'hivern incloïen tres brigades d'esquí i quatre batallons aerosani. Per garantir que les forces soviètiques tinguessin la superioritat aèria, que no havien tingut en l'ofensiva anterior, la força aèria a la zona es va augmentar fins a un total de més de 800 avions, principalment caces. Les forces de tancs grans no podien operar bé al terreny pantanós, de manera que les forces de tancs es van utilitzar principalment com a batallons de reforç de divisions o brigades una mica més grans, que havien d'operar de manera independent.
Inicialment, l'operació havia de començar l'1 de gener, però les males condicions del gel al Neva van fer que l'ofensiva es retardés fins al 12 de gener. Es van prendre diverses mesures per evitar que els detalls de l'operació fossin revelats als alemanys. Només un nombre limitat d'oficials superiors van participar en la planificació, tots els desplaçaments van tenir lloc amb mal temps o de nit i es van fer preparatius d'atac simulats en altres llocs per confondre el bàndol alemany.
El 10 de gener, la Stavka va enviar Georgi Júkov com a representant per coordinar la batalla. Les divisions de rifles van ocupar les seves posicions de llançament l'11 de gener, i els primers tancs es van traslladar a les seves posicions avançades a principis del 12 de gener.

## La batalla

### Inici de la batalla

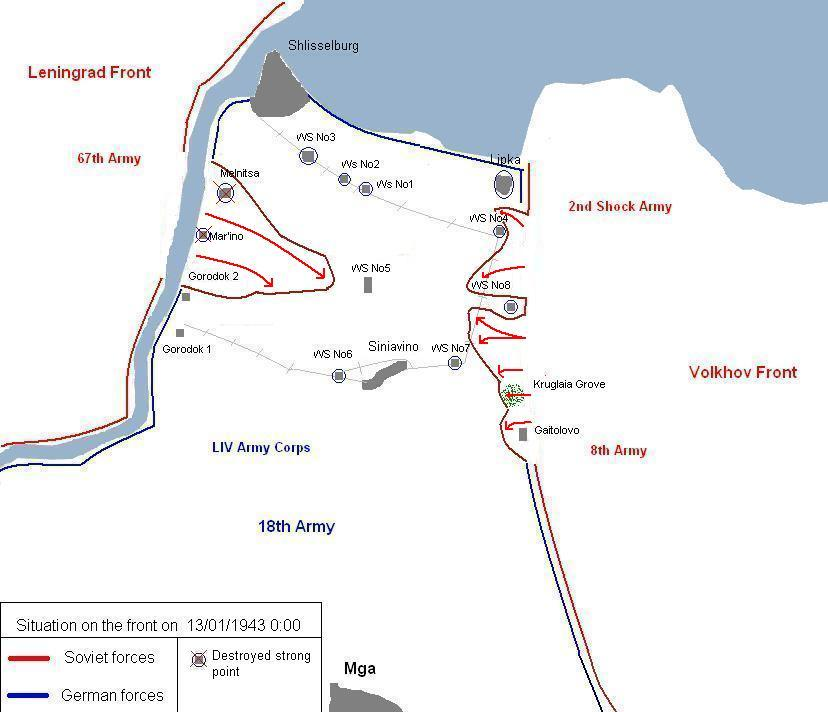
Avanç soviètic el 12 de gener

La nit abans de l'inici de les operacions, els bombarders nocturns soviètics van atacar el quarter general de la divisió alemanya i les posicions d'artilleria per interrompre el comandament i control alemany. Els bombarders també van atacar aeròdroms i centres de comunicació alemanys per interrompre el flux de reforços. L'operació Guspira va començar a les 9:30 del 12 de gener, quan els dos fronts soviètics van començar la seva preparació d'artilleria, que va durar gairebé dues hores i mitja al costat oest i gairebé dues hores al costat est del coll d'ampolla. L'atac soviètic va començar cinc minuts abans que la preparació de l'artilleria acabés amb un bombardeig de Katiuixa, per explotar-ne al màxim els efectes.
Les forces del Front de Leningrad van aconseguir el seu major èxit entre Ixlisselburg i Gorodok 1 quan les divisions de fusellers 136a i 268a soviètics amb tancs de suport i artilleria van capturar un cap de pont d'aproximadament 5 km (3,1 milles) d'ample i 3 km (1,9 milles) de profunditat. A les 18:00 els sapadors van construir ponts prop de Mar'ino per permetre l'avanç de les tropes de segon esglaó. L'atac més al nord a Ixlisselburg va fracassar i els atacs més al sud prop de Gorodok només van donar lloc a la captura de la primera línia de trinxeres alemanyes. Al vespre, el comandament del Front va decidir explotar el cap de pont format i les tropes que atacaven Ixlisselburg a través del Neva es van tornar a desplegar a través del riu per atacar-lo des del sud.
L'atac del Front de Volkhov va tenir menys èxit ja que les forces del 2n Exèrcit de Xoc van aconseguir embolicar però no destruir els punts forts alemanys a Lipka i l'assentament obrer número 8. Aquest últim era una posició defensiva impressionant amb una guarnició de 700 homes i 16 búnquers. Un fort foc de flanqueig des d'aquests punts forts va impedir qualsevol avanç posterior, però el 2n Exèrcit de Xoc va penetrar a les defenses alemanyes 2 km (1,2 milles) entre aquests punts. Més al sud, entre l'assentament obrer número 8 i Kruglaya Grove, l'avanç va ser d'1–2 km (0,62–1,24 milles) de profunditat, mentre que encara més al sud, els atacs de flanqueig del 8è Exèrcit només van aconseguir capturar la primera línia de trinxeres alemanyes.
La part alemanya va reaccionar desplegant les seves reserves a la regió durant tota la nit. Un grup de batalla improvisat format per cinc batallons de la 96a Divisió d'Infanteria, recolzats per l'artilleria i quatre tancs Tiger es va traslladar al Gorodok No. 2 per reforçar la 170a Divisió d'Infanteria a l'oest. Un altre grup de batalla similar que utilitzava batallons de la 96a Divisió d'Infanteria va ser enviat a l'Assentament de Treballadors No. 1 per donar suport a la  227a Divisió d'Infanteria.

### Avanç soviètic

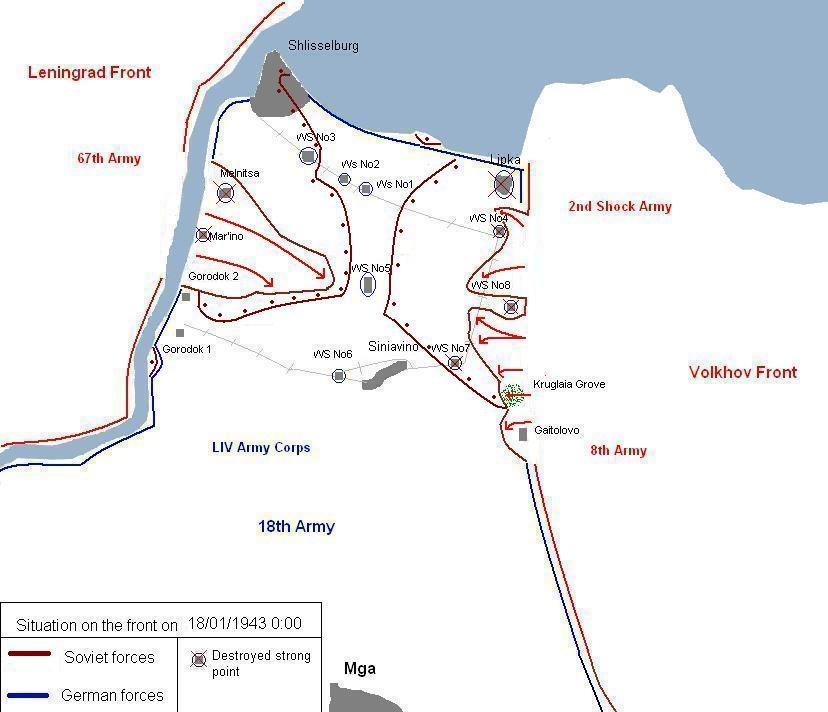
Avanç soviètic el 18 de gener

Els cinc dies següents van veure combats molt intensos mentre els soviètics van avançar lentament a través de les fortes defenses alemanyes i van repel·lir els contraatacs alemanys. El 13 de gener, el mal temps va impedir que la part soviètica emprés la seva força aèria. Aquell dia gairebé no van guanyar terreny i van patir grans pèrdues. El bàndol alemany, després que els seus contraatacs no havien aconseguit fer retrocedir les tropes soviètiques, va començar a reforçar encara més la zona reunint grups de batalla utilitzant porcions de divisions de les parts tranquil·les del front. Aquests inclouen grups de batalla de la 1a Divisió d'Infanteria, la 61a Divisió d'Infanteria, la 5a Divisió de Muntanya i la Divisió de Policia de les SS.
El 14 de gener el temps va millorar prou per permetre el suport aeri de nou i l'avanç soviètic es va reprendre, encara que a un ritme lent. Per accelerar l'encerclament del punt fort de Lipka, el bàndol soviètic va utilitzar la 12a Brigada d'Esquiadors que va creuar el gel del llac Ladoga i va atacar les línies de rereguarda alemanyes. Al final del dia, les forces alemanyes a les zones de Lipka i Ixlisselburg estaven gairebé completament separades de la resta de les forces alemanyes.
Del 15 al 17 de gener, els fronts soviètics van lluitar entre ells, capturant els punts forts dels assentaments obrers nums 3, 4, 7, 8 i la major part de Shlisselburg. A finals del 17 de gener només estaven a 1,5–2 km (0,93–1,24 milles) de distància entre els assentaments obrers núms. 1 i 5. El 15 de gener, Góvorov va ser ascendit a coronel general.

### Enllaç i corredor terrestre

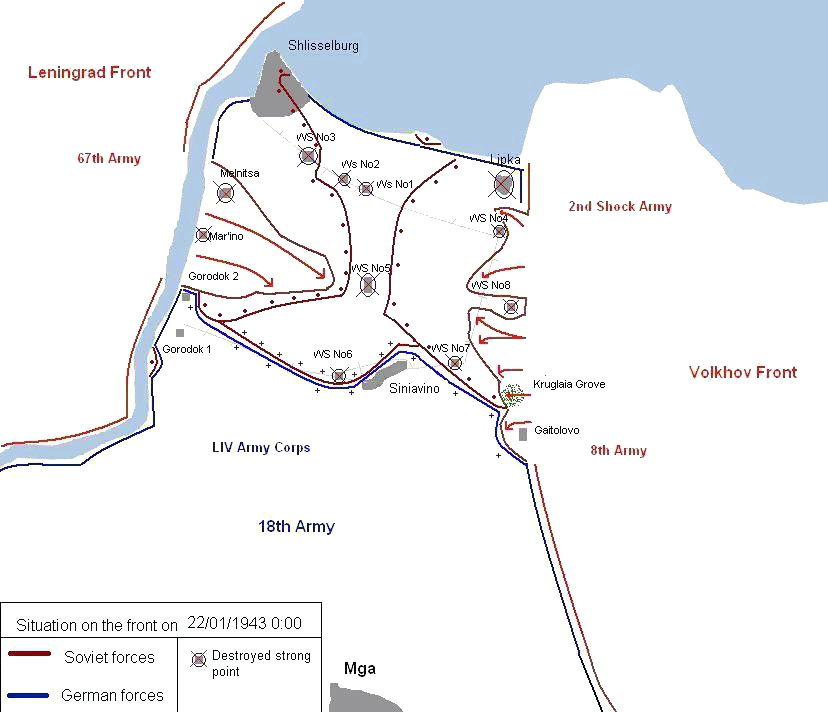
Avanç soviètic el 22 de gener

El 18 de gener, a les 9:30, els elements capdavanters de la 123a Divisió de Fusellers del 67è Exèrcit i la 372a Divisió de Fusellers del 2n Exèrcit de Xoc es van enllaçar prop de l'Assentament Obrer número 1, trencant així tècnicament el bloqueig i marcant una data important en el setge de Leningrad.

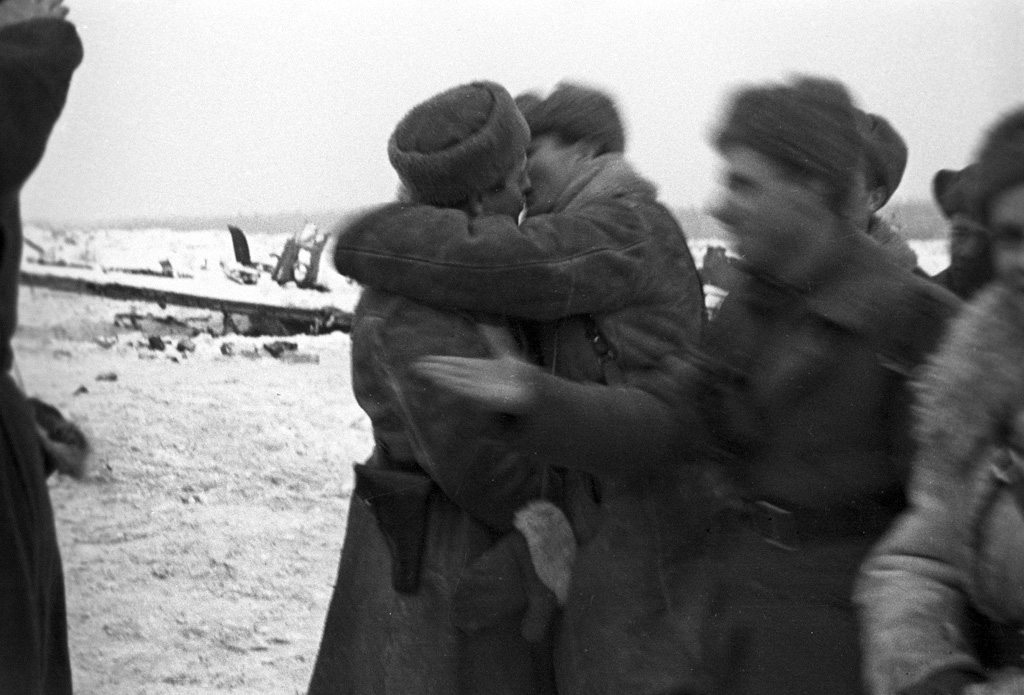
Unió dels fronts de Leningrad i Vólkhov

Les forces alemanyes al nord de l'assentament van ser tallades. El grup Huhner, format per dos grups de batalla sota el tinent general Huhner, comandant de la 61a divisió d'infanteria, havia de mantenir el corredor entre els assentaments obrers noms. 1 i 5, però ja no va poder fer-ho. Més tard aquell dia les forces soviètiques van capturar l'assentament obrer número 5 després de repel·lir un fort contraatac alemany. Els elements capdavanters de la 136a Divisió de Fusells del 67è Exèrcit i la 18a Divisió de Fusells del 2n Exèrcit de Xoc es van enllaçar al nord de l'assentament a les 11:45. El grup Huhner també es va tallar i va rebre l'ordre d'esclatar per la zona boscosa cap a Siniavino abans que arribessin les principals forces soviètiques i fes impossible una evasió. El grup Huhner va abandonar la seva artilleria i equipament pesat i va córrer "el guant de foc" abans d'arribar a Siniavino el 19 de gener. La ruptura va ser costosa per a ambdues parts. A primera hora de la tarda, les forces soviètiques van netejar Ixiisselburg i Lipka de les forces alemanyes i van començar a liquidar les forces que quedaven als boscos al sud del llac Ladoga.
Del 19 al 21 de gener, les forces soviètiques van eliminar les forces alemanyes encerclades i van intentar expandir la seva ofensiva cap al sud cap a Siniavino. Tanmateix, el 18è Exèrcit va reforçar significativament les seves posicions allà amb la Policia de les SS, la 21a d'Infanteria, i poc després l'11a d'Infanteria i la 28a Jäger. Les forces soviètiques van capturar l'assentament obrer número 6 però no van poder avançar més.

### La primera línia s'estabilitza, la construcció de ferrocarrils
No hi va haver canvis a la primera línia després del 21 de gener com a resultat de l'operació Guspira. Les forces soviètiques no van poder avançar més i, en canvi, van començar a fortificar la zona per frustrar qualsevol intent alemany de restablir el bloqueig. El 21 de gener es van iniciar les obres de la línia ferroviària que unia Leningrad amb la resta del país a través del corredor capturat. El pla del Comitè de Defensa de l'Estat escrit el 18 de gener, ordenava que la construcció s'acabés en 20 dies. Els treballs es van completar abans del previst i els trens van començar a lliurar subministraments el 6 de febrer. L'operació va finalitzar oficialment el 30 de gener.

## Conseqüències

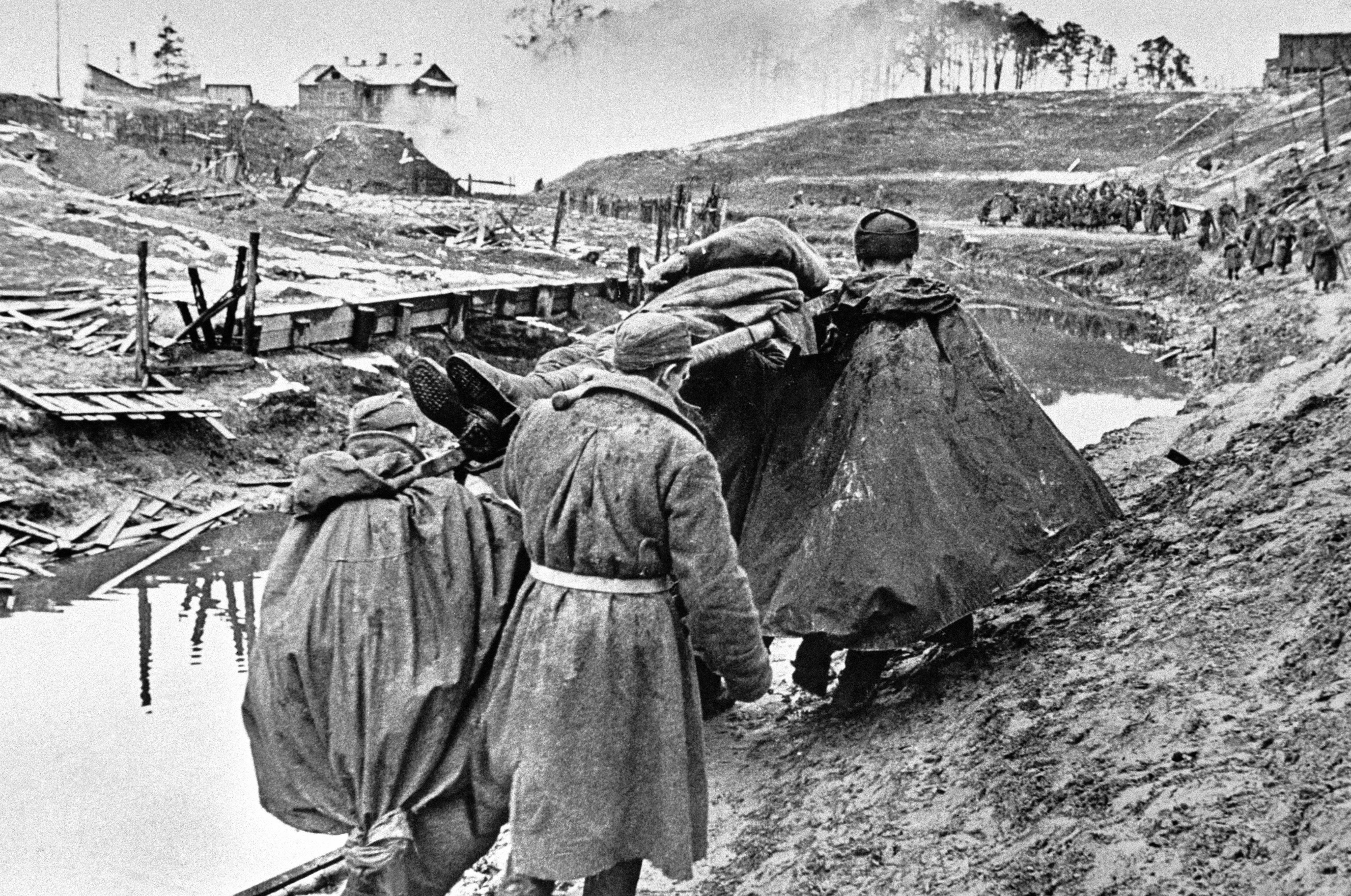
Soldats soviètics portant un ferit

L'operació Guspira va ser una victòria estratègica per a les forces soviètiques. Des d'una perspectiva militar, l'operació va eliminar la possibilitat de la captura de la ciutat i un enllaç alemany-finlandès, ja que el Front de Leningrad estava ara molt ben proveït, reforçat i capaç de cooperar més estretament amb el Front de Vólkhov. Per a la població civil, l'operació va suposar que més aliments poguessin arribar a la ciutat, així com una millora de les condicions i la possibilitat d'evacuar més civils de la ciutat. Trencar el bloqueig també va tenir un efecte estratègic important, tot i que va quedar eclipsat per la rendició del 6è Exèrcit alemany a Stalingrad només uns dies després. En particular, el primer tanc Tigre capturat pels soviètics va ser pres durant aquesta batalla. No estava danyat i va ser evacuat per les forces soviètiques per a ser sotmès a avaluació.
La victòria va comportar promocions per a Góvorov, que va ser ascendit a coronel general el 15 de gener, i a Júkov, que va ser ascendit a Mariscal de la Unió Soviètica el 18 de gener. A més Góvorov i Meretskov van rebre l'orde de Suvórov de 1a classe el 28 de gener. Les divisions de fusellers 136a i 327a van rebre la designació de 63a i 64a Divisions de Fusellers de la Guàrdia, mentre que la 61a Brigada de Tancs va ser designada com la 30a Brigada de Tancs de la Guàrdia.
Per al bàndol alemany, la batalla va deixar el 18è Exèrcit molt estirat i esgotat. A falta de suficients reforços, el comandament del Grup d'Exèrcits Nord va prendre la decisió d'escurçar la línia del front evacuant el sortint de la bossa de Demiansk. El sortint s'havia celebrat durant tot l'any 1942, tot i estar uns mesos encerclat, ja que era un cap de pont estratègic important. Juntament amb el sortint de Rjev (que també va ser evacuat a la primavera de 1943), podria ser utilitzat per encerclar un gran nombre de forces soviètiques. Tanmateix, en la situació que s'havia desenvolupat, conservar-lo ja no era possible.
No obstant això, la Stavka sabia que l'operació Guspira estava incompleta, ja que el passadís que havia obert era estret i encara estava a l'abast de l'artilleria alemanya, i les altures importants i el punt fort de Siniavino romanien sota control alemany. Això va portar a Júkov a planificar l'operació Estrella Polar (Poliarnaia Zvezda). Aquesta operació ofensiva molt més ambiciosa tenia com a objectiu derrotar decisivament el Grup d'Exèrcits Nord, però va vacil·lar al principi. Les forces soviètiques van dur a terme diverses ofensives a la zona el 1943, ampliant lentament el corredor, fent altres petits guanys abans de capturar finalment Siniavino al setembre. Tanmateix, la ciutat encara va estar sotmesa almenys a un setge parcial, així com a bombardejos aeris i d'artilleria fins al gener de 1944, quan l'ofensiva de Leningrad-Novgorod va trencar les línies alemanyes, aixecant completament el setge.